# Famiglia 13
La Famiglia 13 (f13; sistema von Soden: Ii), anche nota come Gruppo Ferrar, è un gruppo di manoscritti del Nuovo Testamento in lingua greca, composti tra l'XI e il XV secolo. Il gruppo prende il nome dal manoscritto Minuscolo 13 e, con l'eccezione di Minuscolo 69, tutti i manoscritti che ne fanno parte sembrano essere stati composti in Italia meridionale. Si ritiene che tutti questi manoscritti derivino da un capostipite perduto, un manoscritto onciale dei vangeli, datato probabilmente al VII secolo.
Le caratteristiche peculiari alla Famiglia 13 furono inizialmente identificate in un gruppo di quattro testimoni (Minuscoli 13, 69, 124 e 346), ma la famiglia è stata poi estesa, e secondo alcuni studiosi comprende tredici membri. Le lezioni caratteristiche sono l'inserimento della pericope dell'adultera nel Vangelo secondo Luca invece che nel Vangelo secondo Giovanni, lo spostamento del testo dell'agonia di Gesù al Getsemani da Luca 22,43-44 a dopo Matteo 29,39 e l'assenza di Matteo 16,2b-3. La sottoscrizione afferma che Matteo fu scritto in ebraico otto anni dopo l'ascensione di Gesù e che conteneva 2522 ρηματα e 2560 στιχοι, che Marco fu scritto in latino dieci anni dopo l'ascensione con 1675 ρηματα e 1604 στιχοι, Luca in greco quindici anni dopo con 3803 ρηματα e 2750 στιχοι e infine Giovanni trentadue anni dopo con 1838 ρηματα.

## Storia
La prima relazione pubblicata sulla Famiglia 13 apparve nel 1877, in un libro pubblicato da Thomas Kingsmill Abbott per conto del suo collega deceduto e scopritore della Famiglia 13, William Hugh Ferrar. Prima della sua morte, Ferrar aveva collazionato quattro manoscritti minuscoli (scritti cioè in corsivo invece che in stampatello) per dimostrare che avevano un'origine comune; il suo lavoro, intitolato A Collation of Four Important Manuscripts of the Gospels, fu il primo tentativo scientifico di scoprire l'archetipo perduto di questi quattro manoscritti:
- Minuscolo 13 (conservato alla Biblioteca nazionale di Francia a Parigi, Francia),
- Minuscolo 69 (conservato al Leicester Public Records Office, Leicester, Regno Unito),
- Minuscolo 124 (conservato a Vienna, Austria),
- Minuscolo 346 (conservato alla Biblioteca Ambrosiana a Milano, Italia).

Ferrar trascrisse personalmente due di questi manoscritti, accettando una precedente trascrizione del manoscritto 69 e una copia a mano del manoscritto 346 da Ceriani, all'epoca Conservatore della Biblioteca Ambrosiana. Il risultato del suo lavoro dimostrava che i membri della Famiglia 13 condividevano una deviazione caratteristica dal testo greco accettato in antico.
Nel 1913 Hermann von Soden confermò che questa famiglia discendeva da un archetipo onciale comune. Nel 1924 Burnett Hillman Streeter propose di classificare la Famiglia 13 come un sotto-ramo del tipo testuale cesariense; si tratta di una proposta accolta da molti studiosi successivi, ma non da tutti.
Nel 1941 Kirsopp e Silva Lake pubblicarono un lavoro sul Vangelo secondo Marco intitolato Family 13 (The Ferrar Group): The Text According to Mark, in cui la famiglia comprendeva dieci manoscritti (13, 69, 124, 346, 543, 788, 826, 828, 983, e 1689). Nel loro lavoro, i Lake raccolsero tutte le informazioni disponibili all'epoca sui manoscritti della famiglia: alcuni manoscritti (13, 124, 174, 230) avevano collegamenti con la Calabria, uno (1689) con l'Albania; i manoscritti 124 e 174 sarebbero stati scritti in Calabria, mentre la maggior parte dei manoscritti della famiglia includevano martirologi di santi calabresi; infine, alcuni membri della famiglia condividevano materiale geografico supplementare che sembrava derivare da un originale del VII secolo.
La famiglia è correntemente composta da tredici membri (13, 69, 124, 174, 230, 346, 543, 788, 826, 828, 983, 1689, e 1709), sebbene alcuni studi recenti (come quelli di Barbara Aland, Klaus Wachtel, e altri all'Institut für neutestamentliche Textforschung di Münster, Germania) sostengono che alcuni di questi siano più vicini alla maggioranza del testo bizantino e non dovrebbero essere inclusi in questa famiglia.